# Ortheziola britannica
Ortheziola britannica är en insektsart som beskrevs av Ferenc Kozár och Miller 2000. Ortheziola britannica ingår i släktet Ortheziola och familjen vaxsköldlöss. Arten är reproducerande i Sverige. Inga underarter finns listade i Catalogue of Life.